# Tara anomala
Tara anomala là một loài nhện trong họ Salticidae.
Loài này thuộc chi Tara. Tara anomala được Eugen von Keyserling miêu tả năm 1882.